# Tipologia (arquitetura)
A tipologia é um método de categorização comum aos estudos sistemáticos. Na área da arquitetura especificamente, é o estudo científico de tipos e signos que constituem uma linguagem arquitetónica. O estudo de tipologias em arquitetura caracteriza-se pelo estudo de tipos elementares que podem constituir uma regra. Embora seja vulgarmente utilizada a expressão para definir o número de quartos numa habitação, a tipologia pode referir-se ao estudo da composição dos edifícios (como na disposição das unidades de habitações e circulações) ou ainda nas regras inerentes à composição urbanística (edifícios em banda, quarteirões clássicos etc).